# Како сам заволео фудбал
Како сам заволео фудбал је позоришна представа коју је режирао Владан Ђурковић према комаду Тамаре Бијелић.
Премијерно приказивање било је 9. октобра 2008. године у позоришту ДАДОВ.

## Радња
Прича комада прати живот Драгана, младића из Котежа, студента прве године менаџмента трећи пут као и чланова његове породице. Мајка Мирјана је домаћица без запослења, она ужива у декорисању просторија и сређивању Драгановог живота. 
Његов отац Здравко је аутомеханичар по струци и има запослену сестра Саша. Они издржавају Драгана и Мирјану. Тренутке одмора породица проводи гледајући фудбал. Ово је прича и о Анасасији Бели, познатијој као Би, ћерки бизнисмена и мајке лекарке, шармантној али надобудној девојци из центра у коју се Драган заљубљује, после чега настаје пометња у његовом животу и међупородичним односима.

## Улоге
| Лица             | Глумци               |
| ---------------- | -------------------- |
| Драган           | Филип Жарковић       |
| Анастасија Бела  | Марија Манојловић    |
| Мирјана          | Јелисавета Обрадовић |
| Здравко          | Немања Стаматовић    |
| Саша, Милан Чича | Јована Слацки        |
| Комшиница Милка  | Јована Вуковић       |